# Балтаджи Мехмед-паша
Балтаджи Мехмед-паша (тур. Baltacı Mehmed Paşa; 1662, Османджык (ныне в иле Чорум — 1712, Лемнос) — турецкий политический деятель XVIII века.
Дважды Великий визирь Османской империи (с 25 декабря 1704 до 3 мая 1706, затем с 18 августа 1710 до 20 ноября 1711).

## Биография
Родился в деревне, которая теперь носит его имя. В молодом возрасте проявил интерес к наукам, обучался в учебных заведениях Триполи, Туниса и Алжира.
Имея музыкальные способности и хороший голос, после окончания учёбы стал муэдзином.
Ловкий царедворец и фаворит султана Ахмеда III Балтаджи участвовал в смещении двух своих предшественников, и, наконец, в конце 1704 ушёл с поста капудан-паши и сменил Калайлыкоза Хаджы Ахмеда-пашу на посту Великого визиря.
Став Великим визирем, он произвел многочисленные перемещения среди сановников, расставляя нужных ему людей на доходные места и наделяя их тимарами и зеаметами.
Обогатившись за счёт государственной казны, он ничего не сделал для улучшения внутреннего состояния страны. Так как, обстановка при дворе султана сложилась не в его пользу, Балтаджи Мехмед-паша в 1706 г. был смещен со своего поста и передал государственную печать Дамаду Чорлулу Али-паше.
Вслед за этим, он был сослан в Измит, получив назначения на высокие посты в провинции, а в 1710 г. стал вторично великим визирем.
Главным событием второго правления Балтаджи стала Русско-турецкая война (1710—1713), окончившаяся Прутским миром 1711 г.
В июле 1711 года, командуя османской армией, окружил русские и молдавские войска, прижатые к реке Прут. В ходе янычарских атак, понëс большие потери, в результате чего, турки заволновались и подняли ропот, что султан желает мира, а визирь против его воли шлёт янычар на убой. Балтаджи, обсудив со своими военачальниками ситуацию, согласился заключить перемирие и затем вступил в переговоры. На подкуп визиря было выделено из русской казны 150 тыс. рублей.
В итоге 23 июля 1711 года, несмотря на возражения советника, представителя шведского короля Карла XII Станислава Понятовского, мирный договор был скреплён печатями со стороны Османской империи — Балтаджи Мехмед-пашой и представителями царя Петра I — П. П. Шафировым и Б. П. Шереметевым.
Недовольство условиями мира со стороны султана и интриги крымского хана Девлета II Герая и Карла XII послужили причиной второй, окончательной отставки Балтаджи.
Он был приговорен к смертной казни, но приговор не был исполнен благодаря заступничеству матери правящего султана Эметуллах Султан.
Балтаджи Мехмед-пашa был сослан сперва на о. Лесбос, а затем на Лемнос, где и был позднее по приказу султана задушен.